# Juncus maritimus
Juncus maritimus es una especie de planta acuática perteneciente a la familia de las juncáceas.

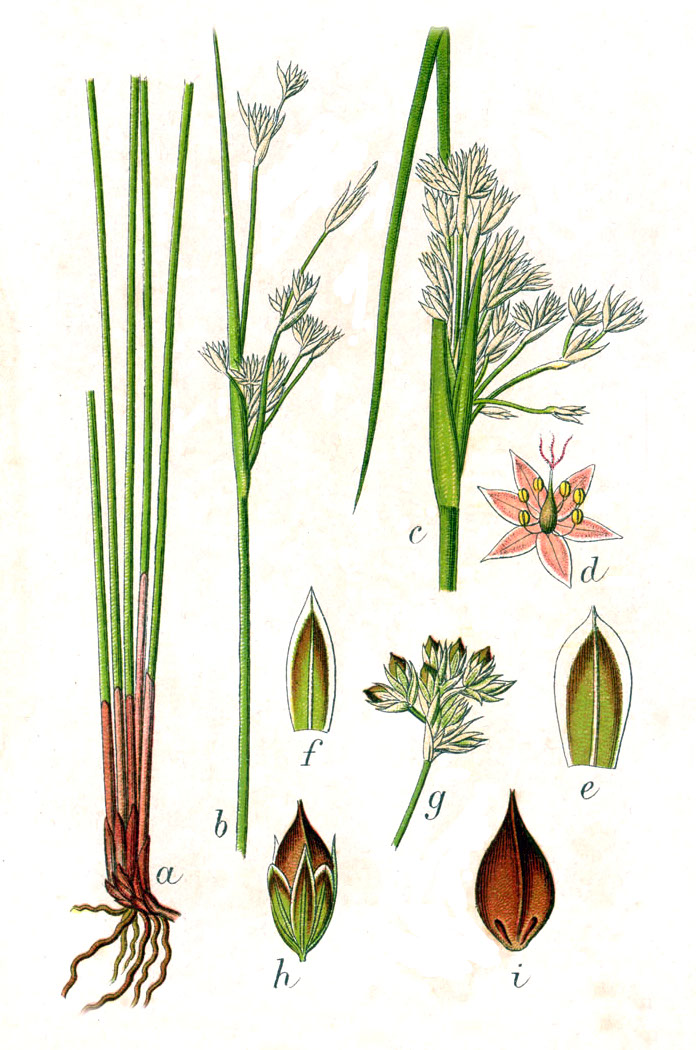
Ilustración

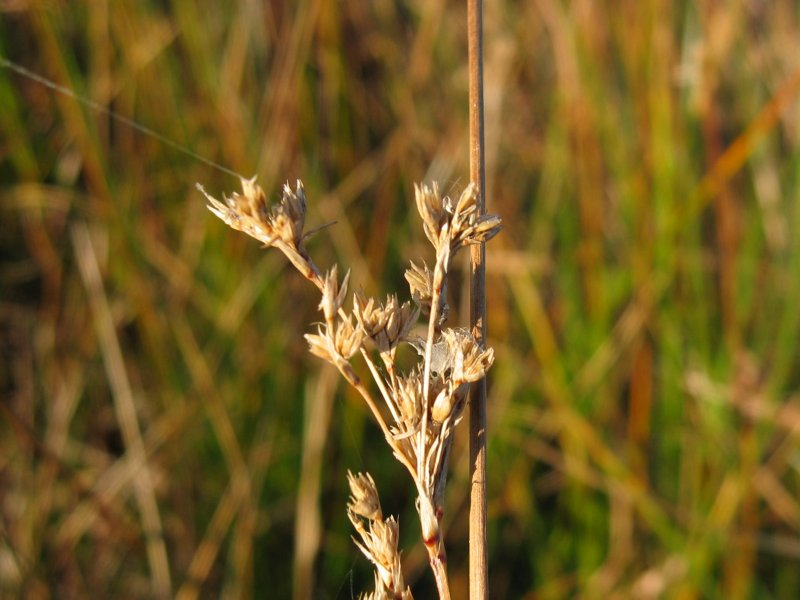
Detalle

## Descripción
Planta con rizoma horizontal, grueso. Tallos generalmente de hasta 100 cm de longitud y de (1-) 1,5-2,5 mm de diámetro, rodeados en la parte inferior por 2-5 vainas pardas, brillantes. Inflorescencia de 4-25 (-35) cm, multiflora, generalmente laxa. Bráctea inferior de más corta a más larga que la inflorescencia, pareciendo continuación del tallo, pinchuda. Flores solitarias o en fascículos de 2-3 (-5) flores, pajizas o verdes-amarillentas. Tépalos desiguales, con margen escarioso-hialino ancho; los externos de 3-3,6 (-4) mm, ovados, naviculares, agudos, cortamente mucronados; los internos más cortos, obtusos. Androceo con (3-) 6 estambres. Anteras de 0,8-1,5 mm, (1,5-) 2 veces más largas que los filamentos. Cápsulas de 3-4 mm, trígono-ovoideas, obtusas o subagudas, mucronadas. Semillas de 0,7-1,2 mm, longitudinalmente estriadas. Tiene un número de cromosomas de 2n = 40, 48. Florece de junio a agosto.

## Taxonomía
Juncus maritimus fue descrita por Jean-Baptiste Lamarck y publicado en Encyclopédie Méthodique, Botanique 3(1): 264. 1789.
Etimología
Juncus: nombre genérico que deriva del nombre clásico latino  de jungere = , "para unir o vincular", debido a que los tallos se utilizan para unir o entrelazar".
maritimus: epíteto latino que significa "cercano al mar".
Sinonimia
- Juncus broteroi Steud.
- Juncus maritimus var. atlanticus J.W.White
- Juncus paui Sennen
- Juncus ponticus Steven
- Juncus pseudacutus Pau
- Juncus spinosus var. congestus (L.B.Hall) Druce[5]

## Nombre común
- Castellano: junco, junco de techar, junco fino, junco marino, junco marítimo, junco merino, juncos, junquera , junquillo.[6]